# 道の駅三岳

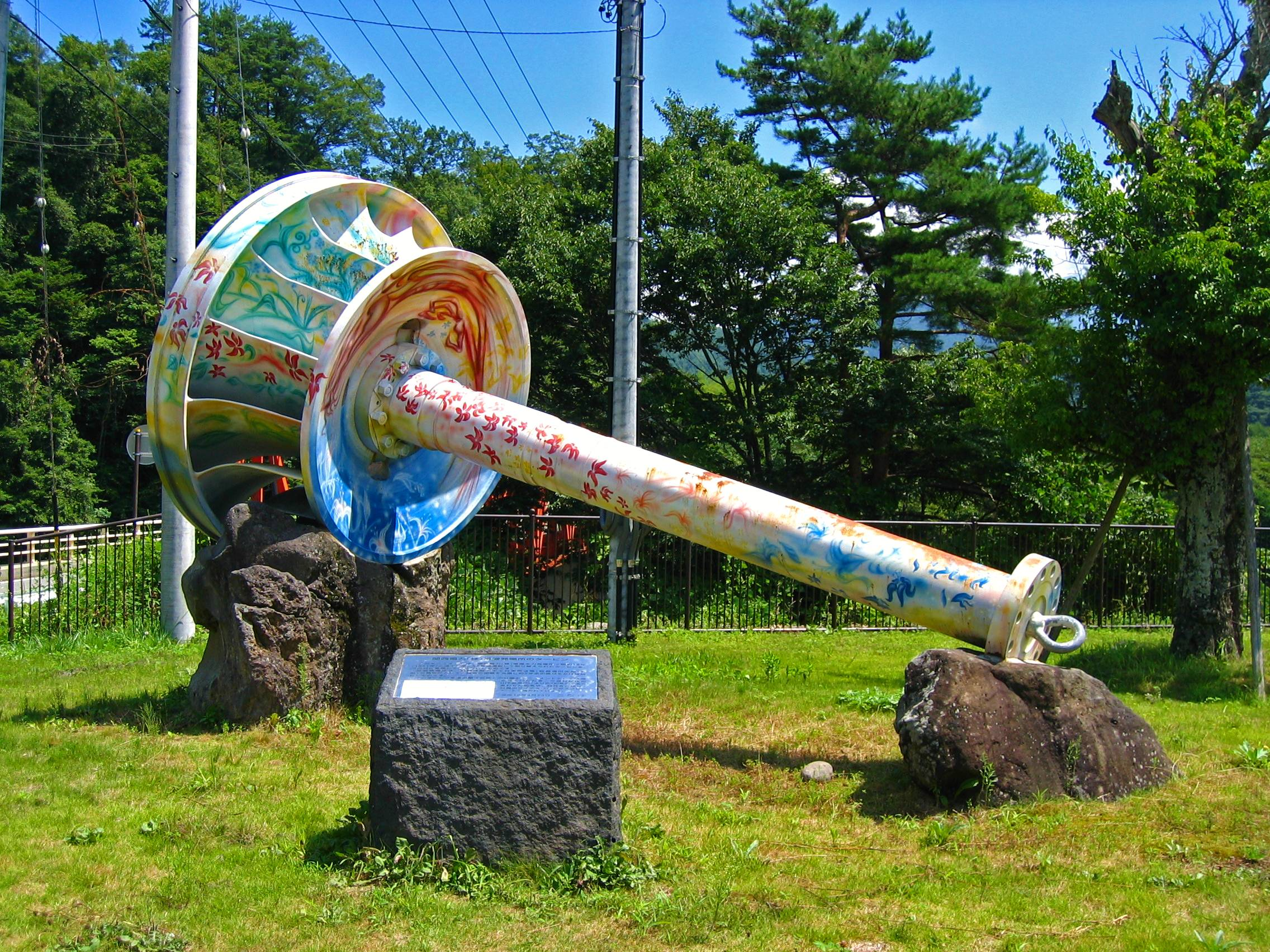
関西電力常盤発電所向け水車ランナ

道の駅三岳（みちのえき みたけ）は、長野県木曽郡木曽町にある長野県道20号開田三岳福島線の道の駅である。

## 主な施設
- 駐車場
  - 普通車：30台
  - 大型車：12台
  - 身障者用 : 1台
- トイレ（いずれも24時間利用可能）
  - 男：大 2器、小 5器
  - 女：6器
  - 身障者用：2器
- 公衆電話
- 特産品販売所
- 観光案内所
- 関西電力常盤発電所向け発電用水車

## 休館日
- 毎週月曜日
- 毎週火曜日（冬季のみ）

## アクセス
- 長野県道20号開田三岳福島線 - 登録路線
  - 長野県道473号上松御岳線

## 周辺
- 木曽町御嶽山ビジターセンター（隣接）
- 御岳ロープウエイ
- 不易の滝